# 为什么没有音乐
为什么没有音乐是余华的一篇短篇小说，完稿于1996年9月5日，初次发表于人民文学1996年第11期。后收入作者的短篇小说集黄昏里的男孩。

## 情节
“我”的朋友马儿像写作业一样对待吃饭，比如他吃虾的时候，能够将完整透明的虾壳吐出。26岁的时候，他认识了我们都已经认识了的吕媛，半年后娶了她。马儿在婚后疏远了我们，只有郭滨还和他们保持联系。马儿的新居全是按吕媛的口味安排的，他时不时要被老婆气哭。一天，马儿找郭滨借来几盒录像带，有暴力的、言情的，还有色情的。在看那部没有配乐的色情片时，他发现里面的主角竟然是郭滨和吕媛，吕和郭干完之后，还嘲笑马儿在做爱的时候一动不动。马儿在吕回来之后向她揭破。他没有归还录像带，而郭滨也不再提及此事。

## 分析
小说中，余华将男女关系描述成一张无法挣脱罗网：“我们都在心里打着她们的主意，而她们也都在心里挑选着我们，就这样，我们吃着饭，高谈阔论，男的词语滔滔，女的搔首弄姿。”涌动的欲望和自私的人性平时受到压制，可是逃离和反抗的欲望却一触即发。西南大学文学院的贺贺认为，小说中对吕媛的塑造具有平面化和符号化的特征，只是作为无能男人马儿的一个陪衬，缺乏特别的个性。